# كأس إسكتلندا 1978–79
كأس اسكتلندا 1978–79 (بالإنجليزية: 1978–79 Scottish Cup)‏ هو موسم من كأس اسكتلندا. فاز فيه نادي رينجرز.